# Espectroscopia Mössbauer

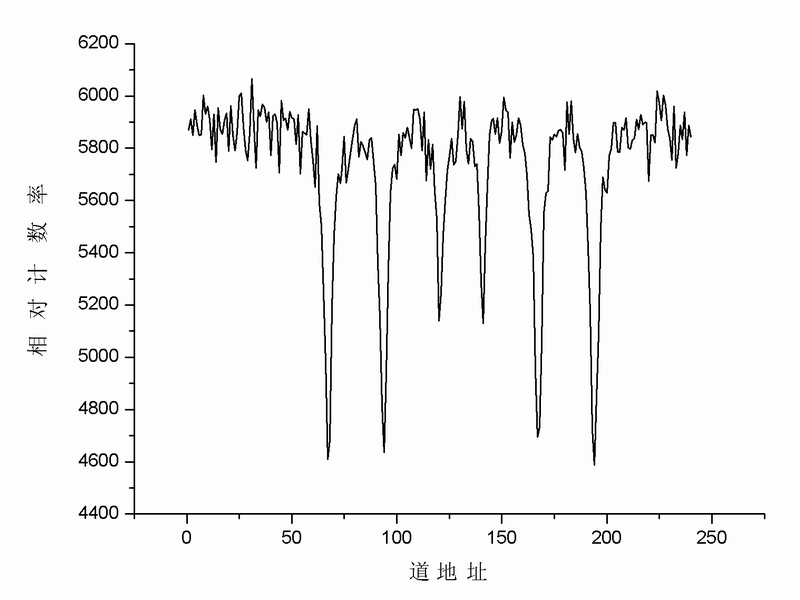
Un espectro de absorción Mössbauer del ^{57}Fe, una división Zeeman. División de un pico sencillo, en típicamente seis picos no degenerados, como resultado de la interacción entre el núcleo y cualquier campo magnético circundante.

La espectroscopia Mössbauer, (en alemán: Mößbauer), es una técnica espectroscópica basada en la emisión y la absorción resonante de rayos gamma en sólidos. Esta emisión y absorción resonante fue primero observada por Rudolf Mössbauer en 1957 y es llamada el efecto Mössbauer en su honor. La espectroscopia Mössbauer es similar a la Espectroscopia de resonancia magnética nuclear (RMN) en que sondea transiciones nucleares y así es sensible a las similares interacciones electrón-núcleo como causa el desplazamiento químico RMN. Además, debido a la alta energía y a los extremadamente estrechos anchos de línea de los rayos gamma, es una de las técnicas más sensibles en términos de resolución de energía que tiene la capacidad de detectar cambios de apenas algunas partes por 1011. 

## Método típico
En su forma más común, la espectroscopia de absorción de Mössbauer, una muestra sólida es expuesta a un rayo de radiación gamma, y un detector mide la intensidad de la radiación del rayo trasmitido a través de la muestra. Los átomos en la fuente que emite los rayos gamma deben ser del mismo isótopo que los átomos en la muestra que los absorbe. De acuerdo con el efecto Mössbauer, una fracción significativa (dada por el factor Lamb-Mössbauer) de los rayos gamma emitidos no perderá energía para retroceder y por lo tanto tendrá aproximadamente la energía correcta a ser absorbida por los átomos del blanco, las únicas diferencias son atribuibles al ambiente químico del blanco, que es lo que se desea observar. La energía del rayo gamma de la fuente es variada con el efecto Doppler acelerándolo a través de un rango de velocidades con un motor lineal. Un rango típico de velocidades para el 57Fe puede ser +/-11 mm/s (1 mm/s = 48.075 neV).
En los espectros resultantes, la intensidad del rayo gamma es trazada como una función de la velocidad de la fuente. En las velocidades correspondientes a los niveles de energía resonante de la muestra, algunos de los rayos gamma son absorbidos, resultando una caída en la intensidad medida y una correspondiente inmersión en el espectro. El número, las posiciones, y las intensidades de las inmersiones (también llamadas picos) proporcionan la información sobre el ambiente químico de los núcleos absorbentes y pueden ser usados para caracterizar la muestra.
Una limitación importante de la espectroscopia Mössbauer está encontrar una fuente conveniente de rayo gamma. Usualmente, esto consiste en un padre radiactivo que decae al isótopo deseado. Por ejemplo, la fuente para 57Fe consiste de 57Co, que experimenta un decaimiento beta a un estado excitado 57Fe y posteriormente decae al estado fundamental emitiendo el rayo gamma deseado. Idealmente el padre tendrá una vida media suficientemente larga para ser útil, pero también tendrá una tasa de decaimiento suficiente para suministrar la intensidad necesaria de radiación. También, la energía del rayo gamma debe ser relativamente baja, de lo contrario el sistema tendrá una baja fracción libre de retroceso (véase el efecto Mössbauer) resultando una pobre relación de señal/ruido y requiriendo tiempos largos de colección. La tabla periódica de abajo indica los elementos que tienen un isótopo conveniente para la espectroscopia Mössbauer. De estos, el 57Fe es por mucho el más común elemento estudiado usando la técnica, aunque 129I, 119Sn, y 121Sb son también se estudiados con frecuencia.

## Análisis de los espectros de Mössbauer
Como se describe anteriormente, la espectroscopia Mössbauer tiene una resolución extremadamente fina en energía y puede detectar incluso cambios sutiles en el entorno nuclear de los átomos. Típicamente, hay tres tipos de interacciones nucleares que son observadas, desplazamiento isomérico, desdoblamiento cuadrupolar, y desdoblamiento magnético.
- El desplazamiento isomérico (suma del desplazamiento químico y del desplazamiento térmico) refleja el enlace químico de los átomos y está relacionado con la densidad electrónica en el núcleo. El desplazamiento isomérico es observado en los espectros como desplazamiento (tanto a la izquierda como a la derecha) de todos los picos correspondientes a un entorno atómico particular.
- La desdoblamiento cuadrupolar refleja la interacción entre el cuadrupolo nuclear y el gradiente del campo eléctrico circundante (EFG, Electric Field Gradient). Como su nombre implica, esta interacción “divide” las, de otra manera degeneradas, transiciones nucleares de un solo pico a dos o más picos. El desdoblamiento cuadrupolar se mide como la separación entre estos picos y refleja el carácter del campo eléctrico en el núcleo, y se puede calcular siguiendo el algoritmo presente en.[1]
- El desdoblamiento magnético (también desdoblamiento Zeeman) es un resultado de la interacción entre el núcleo y cualquier campo magnético circundante. Típicamente, esto desdobla el pico sencillo en seis picos no degenerados (como se muestra en la imagen de arriba, para la transición 1/2-3/2). La división hiperfina usualmente medida como la distancia entre la parte más externa de estos seis picos. El desdoblamiento magnético es especialmente importante en la espectroscopia Mössbauer de los compuestos que contienen hierro, que con frecuencia son ferromagnéticos o antiferromagnéticos, resultando en fuertes campos magnéticos internos. En casos donde tiene lugar tanto la interacción cuadrupolar como la interacción magnética, el espectro todavía consistirá de seis picos, aunque las posiciones de los picos se desplazará dependiendo de la energía relativa de cada tipo de interacción.

Los tres parámetros de Mössbauer (desplazamiento isomérico, desdoblamiento cuadrupolar, y desdoblamiento magnético) con frecuencia pueden ser usados para identificar un compuesto particular. Una base de datos grande incluyendo la mayor parte de los parámetros publicados de Mössbauer disponibles en la literatura es mantenida por el Mössbauer Effect Data Center. En algunos casos, un compuesto puede tener más de un tipo de sitio que los átomos relevantes ocupen. En tales casos, puesto que cada lugar tiene un entorno único, tendrá su propio conjunto de picos. Por ejemplo, la hematites (Fe2O3) contiene dos sitios cristalográficos para los átomos de hierro y el espectro correspondiente tiene doce picos, seis que corresponden a cada tipo de sitio. Así, la hematita también tiene dos conjuntos de parámetros de Mössbauer, uno para cada sitio cristalográfico.
Además de la identificación, las intensidades relativas de los varios picos reflejan las concentraciones relativas de los compuestos en la muestra y pueden ser usadas para el análisis semicuantitativo. También, puesto que los fenómenos ferromagnéticos son dependientes del tamaño, en algunos casos, los espectros pueden proporcionar un entendimiento profundo del tamaño de cristalito y la estructura granular de un material.